# Мяркис
Мяркис (Меркис) (на беларуски: Мяркіс, Мерычанка; на литовски: Merkys; на руски: Мяркис) е река в югоизточната част на Литва (изворите ѝ са в Беларус), десен приток на Неман. Дължината ѝ е 206 km, а площта на водосборния ѝ басейн – 4440 km². 
Река Мяркис води началото си от Ошмянското възвишение на територията на Беларус, Гродненска област, на около 20 km югозападно от град Ошмяни, на 216 m н.в. След около 20 km навлиза на територията на Литва и тече предимно в югозападна посока през югоизточната част на страната. В горното и долното си течение силно меандрира. Влива се отдясно в река Неман на 77 m н.в., при село Мяркине. Основни притоци: леви – Шалча, Вярсякя, Ула, Груда; десни – Спянгда, Вирьоне, Няданге. Има предимно подземно подхранване с ясно изразено пролетно пълноводие от март до май. Средният годишен отток на 14 km от устието ѝ е 35,2 m³/sec., максималният – 498 m³/sec. От декември до март замръзва, но ледът е неустойчив, в някои години само 1,5 месеца. По течението на реката са разположени множество селища, в т.ч. градовете Балтойи Веке и Варена.